# Brasiloniscus maculatus
Brasiloniscus maculatus là một loài chân đều trong họ Pudeoniscidae. Loài này được Lemos de Castro miêu tả khoa học năm 1973.